# Kaira candidissima
Kaira candidissima är en spindelart som först beskrevs av Cândido Firmino de Mello-Leitão 1941. 
Kaira candidissima ingår i släktet Kaira och familjen hjulspindlar. Inga underarter finns listade i Catalogue of Life.